# 融剤
融剤（ゆうざい）は物質を融解しやすくするために添加される物質である。フラックス (flux) ともいう。
用途に応じて色々な物質が用いられる。融剤が溶解を促進する作用は化学反応や塩の交換反応に基づいて液相を形成する場合が多い。また、セラミックスの焼結反応や結晶化を促進する目的や、単結晶を得やすくするために添加される薬剤などは多成分系の融点降下により溶けやすくする。融雪剤はこの一種で、この原理は化学変化ではなく多相系の束一的性質による。
乾式製錬で融剤が反応して生成するスラグは融解を促進する作用以外に、表面に浮かぶことで大気を遮蔽したり、不純物を取り込むなど精錬度を向上させる作用も併せ持つ。

## 鉱石の製錬時や窯業に用いる融剤
各種鉱石中の母岩由来の岩石成分は、製錬に際しては無用のものであり、できるだけ事前に取り除いておくこと（選鉱）が必要であるが、多くの場合高温での精錬過程に入る前に完全に除去するのは困難であり、工業的にも非現実的である。除き切れなかったものは、精錬過程で生成した金属から除去するのが現実的であり、その際ある程度の高温で融けて流動する状態にすることができれば分離が容易となる。そうすれば鉱石だけが比重が大きいので沈み、浮き上がった鉱滓は流出させることができる。
岩石中の主たる成分は二酸化ケイ素の結晶である石英、およびケイ酸塩鉱物である。ケイ酸は 2,000 ℃ の高温で融解しても、なお流動しにくい。それはケイ素原子の4本の結合手がすべて二本の結合手を持つ酸素原子と結合し、共有結合による三次元網目状になっているからである。であるから、そのケイ素原子と結びつく酸素原子の一部でも1本の結合手しかないフッ素に置き換える、あるいは酸素原子と結びつくケイ素原子の一部でも金属イオンと結びつけることができれば、それだけで網目構造はかなり不完全なものとなる。
古来融剤として蛍石（フッ化カルシウム）が用いられてきた。鉱石を還元剤とともに加熱し、還元する過程で同時に蛍石を投入すると、不要部分が融けて流れ出すことからフッ素には fluorine と言う名前が与えられた。この言葉は英語では flow （流れる）という語と同語源である。そのとき蛍石は赤紫色の光を発した。これは蛍光 fluorescence という語になった。
その後、多くの鉱物が融剤としての効果を認められ、現在に至っている。
製鉄では、ケイ酸の除去のために、ケイ酸と結合してケイ酸カルシウムになる石灰石を融剤に使っている。
銅の製錬では、鉄分の除去のために、鉄と結合してケイ酸鉄になるケイ酸と、ケイ酸と結合してケイ酸カルシウムになる石灰石を融剤に使っている。
これは、ケイ酸鉄が、ケイ酸カルシウムに融け込みやすいことを利用している。
ケイ酸がカルシウムと結合しやすいのは、ケイ酸は酸性酸化物であり、石灰石が分解して生じる酸化カルシウムは塩基性酸化物であるので、塩 (えん)を作りやすいことに起因する。
生じたケイ酸イオンは2次元高分子のイオンであり、ある程度の高温 (700 ℃) で流動しやすい。
また、岩石成分の除去のためではないが、アルミニウムの電解製錬（ホール・エルー法）は、酸化アルミニウムの融点が非常に高く、単独では融解しがたいのを、氷晶石に酸化アルミニウムが融けこみやすいことを利用し、800 ℃ 前後まで融解点を下げることで可能となった。これも酸化アルミニウムの共有結合性の高い3次元網目構造に、1本の結合手しかないフッ素原子が入り込むことによる。
こうした融剤がケイ酸の溶融性を増し、粘性を下げる現象は窯業においても不可欠なものとなっている。ガラスは、多くの場合不純物の少ない石英の堆積物であるケイ砂にこうした融剤を加えて溶融し、さらに望みの性質を実現するための添加剤を付加して製造するし、陶磁器の焼結に際しても、陶器や磁器のよさ融剤の性質を有する成分を必須とする。釉（うわぐすり）も、原始的な製法では、陶磁器に融剤である草木灰や食塩をそのままかけて表面を溶融、ガラス化させているし、進歩したものではケイ酸やケイ酸塩と融剤の混合物を主成分として配合されたものが用いられている。

## 化学分析で用いる融剤
中和や塩の交換反応により、酸に水溶液に溶けない物質を可溶性塩で添加する薬剤を融剤と呼ぶ。塩基性の金属酸化物に対しては硫酸水素ナトリウムなど、ケイ酸塩に対して炭酸ナトリウムや四ホウ酸リチウム等が利用される。あるいはホウ砂球試験の様に、溶融したホウ砂に分析試料の金属酸化物や金属塩を溶融呈色させる場合もある。

## ろう付け、はんだ付けのときの融剤
金属を接合するときはその表面の酸化物等を除去して接合材である金属ろうでよくぬれるようにしなければならない。そのために、ろう付けではホウ砂を塗りつけ酸化物をガラス状にして溶かしたり、はんだ付けでは塩化亜鉛飽和水溶液を塗りつけて酸化物を溶解したりする。後者では電気・電子部品向け用途では松脂（ロジン）を用いることもある（塩化亜鉛では腐食してしまうため）。

## 融剤法
目的物と反応せず且つ目的物と分離が容易な融剤を用いて溶融液を生成し、その中で合成や単結晶生成を行う方法を融剤法、フラックス法 (flux method) と呼ぶ。融剤として、PbO、PbF2、KCl-NaCl 等が用いられる。生成物を得るには鉛の様に融剤を気化蒸発させたり、冷時融剤中に生成した単結晶を融剤を水に溶かして除去する。融剤法はフェライト、ルビー、エメラルドなどの合成、単結晶化に利用されている。